# Velika Gata
Velika Gata (en cyrillique : Велика Гата) est un village de Bosnie-Herzégovine. Il est situé sur le territoire de la Ville de Bihać, dans le canton d'Una-Sana et dans la fédération de Bosnie-et-Herzégovine. Selon les premiers résultats du recensement bosnien de 2013, il compte 1 177 habitants.

## Démographie

### Évolution historique de la population
| 1948 | 1953 | 1961 | 1971  | 1981  | 1991  | 2013  |
| ---- | ---- | ---- | ----- | ----- | ----- | ----- |
| -    | -    | 980  | 1 198 | 1 393 | 1 382 | 1 177 |

|  |